# George H. Heilmeier

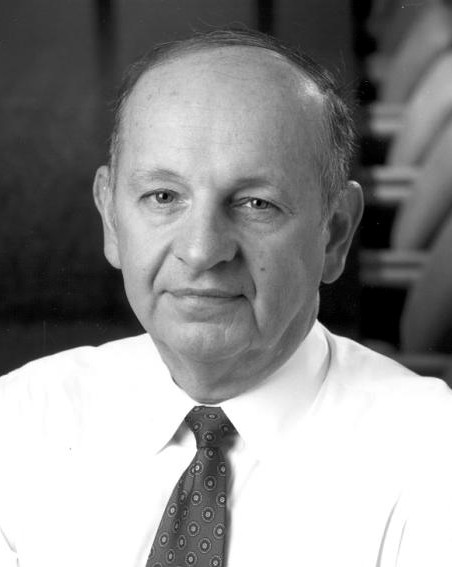
George H. Heilmeier (2009)

George Harry Heilmeier (* 22. Mai 1936 in Philadelphia, Pennsylvania; † 21. April 2014 in Plano, Texas) war ein US-amerikanischer Elektroingenieur und Manager, der maßgeblich zur Entwicklung von Flüssigkristallanzeigen beigetragen hat.

## Leben
Heilmeier erhielt seinen B.S. als Elektroingenieur an der University of Pennsylvania in Philadelphia, und seine M.S.E.-, M.A.- und Ph.D.-Abschlüsse in Halbleitertechnik und Elektronik an der Princeton University.
Heilmeier trat 1958 bei den RCA Laboratories in Princeton, New Jersey, ein, wo er an parametrischen Verstärkern, Tunneldioden-Abwärtswandlern, Millimeterwellen-Generatoren, ferroelektrischen Dünnschicht-Bauelementen, organischen Halbleitern und elektrooptischen Effekten von Kristallen und Flüssigkristallen (engl. Liquid Crystals) arbeitete. 1964 entdeckte er zusammen mit Williams verschiedene neue elektrooptische Effekte an Flüssigkristallen, die zur Entwicklung der ersten Flüssigkristallanzeigen führten, basierend auf dem von ihm so benannten Dynamic scattering mode (DSM). Daneben wurde ebenfalls in seinem Team der sog. Guest-Host effect mit eingelagerten Farbmolekülen erprobt.
In den 1970er Jahren war Heilmeier überwiegend für das US-Verteidigungsministerium tätig. 1970/71 diente er als White House Fellow und persönlicher Assistent des Verteidigungsministers, wobei er langfristige Projekte im Forschungsbereich plante. 1971 wurde er zum Assistant Director for Defense Research and Engineering, Electronic and Physical Sciences ernannt, verantwortlich für alle Forschungs- und Entwicklungsaktivitäten im Bereich von Elektronik und Physik. 1975 wurde er Direktor der Defense Advanced Research Projects Agency (DARPA) und initiierte dort wegweisende Entwicklungen, insbesondere in der Stealth-Technologie, von weltraumbasierten Laser- und Infrarot-Systemen, sowie im Bereich der Künstlichen Intelligenz.
Im Dezember 1977 verließ Heilmeier das Verteidigungsministerium, um Vizepräsident von Texas Instruments zu werden, 1983 wurde er zum CTO befördert. Von 1991 bis 1996 war er Präsident und CEO von Bellcore (heute Telcordia Technologies) und begleitete letztendlich den Verkauf an Science Applications International Corporation (SAIC). Er war Chairman und CEO des Unternehmens von 1996 bis 1997.
Heilmeier erhielt eine Vielzahl von Ehrungen. Er hielt 15 Patente und war Mitglied der National Academy of Engineering, des Defense Science Board und des National Security Agency Advisory Board. Er war im Beirat von Fidelity Investments und von Teletech Holdings sowie im Beirat der School of Engineering and Applied Science an der University of Pennsylvania.

## „Heilmeiers Katechismus“
Heilmeier wird ein Satz von Fragen zugeschrieben, die jeder beantworten können sollte, der ein Forschungsprojekt oder eine Produktentwicklung vorschlägt.
- Was hast du vor? Beschreibe dein Vorhaben, ohne Jargon zu verwenden.
- Wie wird es bislang gemacht und was sind die Grenzen der derzeitigen Praxis?
- Was ist neu an deinem Ansatz und warum meinst du, dass er erfolgreich sein wird?
- Wen kümmert's? Wenn du erfolgreich bist, was für einen Unterschied wird es machen?
- Was sind die Risiken und was die Vorteile?
- Wie viel wird es kosten?
- Wie lange wird es dauern?
- Woran kann man im Verlauf des Projekts und zu dessen Ende den Erfolg messen?

## Ausgewählte Ehrungen und Preise
- 1976 IEEE David Sarnoff Award, IEEE
- 1990 C&C Prize, NEC
- 1991 National Medal of Science, USA
- 1992 National Academy of Engineering Founders Award, USA
- 1993 IRI-Medaille des Industrial Research Institute, USA
- 1995 Aufnahme in die American Academy of Arts and Sciences
- 1996 John Scott Award, City of Philadelphia[4]
- 1997 IEEE Medal of Honor, IEEE
- 1999 John Fritz-Medaille, American Association of Engineering Societies
- 2005 Kyoto-Preis für fortschrittliche Technologien, Inamori Foundation
- 2006 Edwin H. Land-Medaille, Optical Society of America[5]
- 2012 Charles-Stark-Draper-Preis, National Academy of Engineering

## Ausgewählte Veröffentlichungen
- Richard Williams: Possible Ferroelectric Effects in Liquid Crystals and Related Liquids. In: Journal of Chemical Physics 44 (1966), S. 638.
- mit L. A. Zanoni und L. A. Barton: Dynamic Scattering: A New Electrooptic Effect in Certain Classes of Nematic Liquid Crystals. In: Proceedings of the IEEE 56 (1968), S. 1162.
- Liquid Crystal Display Devices. In: Scientific American 222 (1970), S. 100.
- Liquid Crystal Displays: An Experiment in Interdisciplinary Research that Worked. In: IEEE Transactions on Electron Devices, ED-23 (1976), S. 780.